# Vergleichsarbeit
Als Vergleichsarbeit (in einigen Bundesländern auch Parallelarbeit) wird eine Klassenarbeit bezeichnet, wenn diese in mehreren Klassen der gleichen Jahrgangsstufe geschrieben wird. Dementsprechend werden die Schüler aller Klassen auf die gleichen Aufgaben vorbereitet.
Eine Vergleichsarbeit dient für die Lehrer als Kontrolle, welche Klasse in ihrem Unterrichtsstoff weiter voraus oder zurückgeblieben ist. Bewertet wird diese Arbeit für die Schüler in der Regel wie eine reguläre Klassenarbeit.
Der vorangehend beschriebene Begriff der sogenannten „Vergleichsarbeit“ unterscheidet sich hinsichtlich Durchführung und Zielsetzung vom größten bundesweiten Projekt zur Lernstandserhebung in Deutschland: VERA (Vergleichsarbeiten in der Schule).